# Добрынин, Анатолий Михайлович
Анато́лий Миха́йлович Добры́нин (1916—1982) — организатор моторостроительного производства. Генеральный директор Ярославского моторного завода (с 1971 года — производственного объединения «Автодизель») в 1961—1982 годах; Герой Социалистического Труда, лауреат Ленинской и Государственной премий СССР.

## Биография
Родился 15 апреля 1916 года в деревне Кобылино Тверской губернии в многодетной крестьянской семье. В 1933 году закончил ФЗУ, в 1946 году — Рыбинский авиационный техникум, в 1957 году — заочно Ленинградский индустриальный институт. На Рыбинском моторостроительном заводе прошёл путь от токаря до заместителя директора.
В 1961—1982 годах генеральный директор Ярославского моторного завода (с 1971 года — производственного объединения «Автодизель»). За эти годы завод значительно расширился, появились цеха основного и вспомогательного производств, началась модернизация, производство двигателей выросло с 5 до 100 тысяч в год, началось строительство Тутаевского моторного завода, реконструирован Ростовский агрегатный завод. Среди социальных достижений предприятия жилищное строительство, объекты культурно-бытового назначения, организация отдыха трудящихся, в том числе появились Юбилейный парк и Дворец культуры моторостроителей, улица Строителей в посёлке Моторного завода («Пятёрка»), мост, соединяющий её с Промышленным шоссе, медсанчасть моторного завода, кинотеатр «Волга», бассейн «Лазурный», Дворец спорта «Автодизель», школы № 3, 27, 76, база отдыха «Лесное», комбинат общественного питания; оказывалась помощь в реконструкции Ростовского кремля, строительстве очистных сооружений и линий трамвая; неосуществлённым остался проект Дома техники.
Умер в 1982 году от болезни сердца. Похоронен на воинском мемориальном кладбище Ярославля.

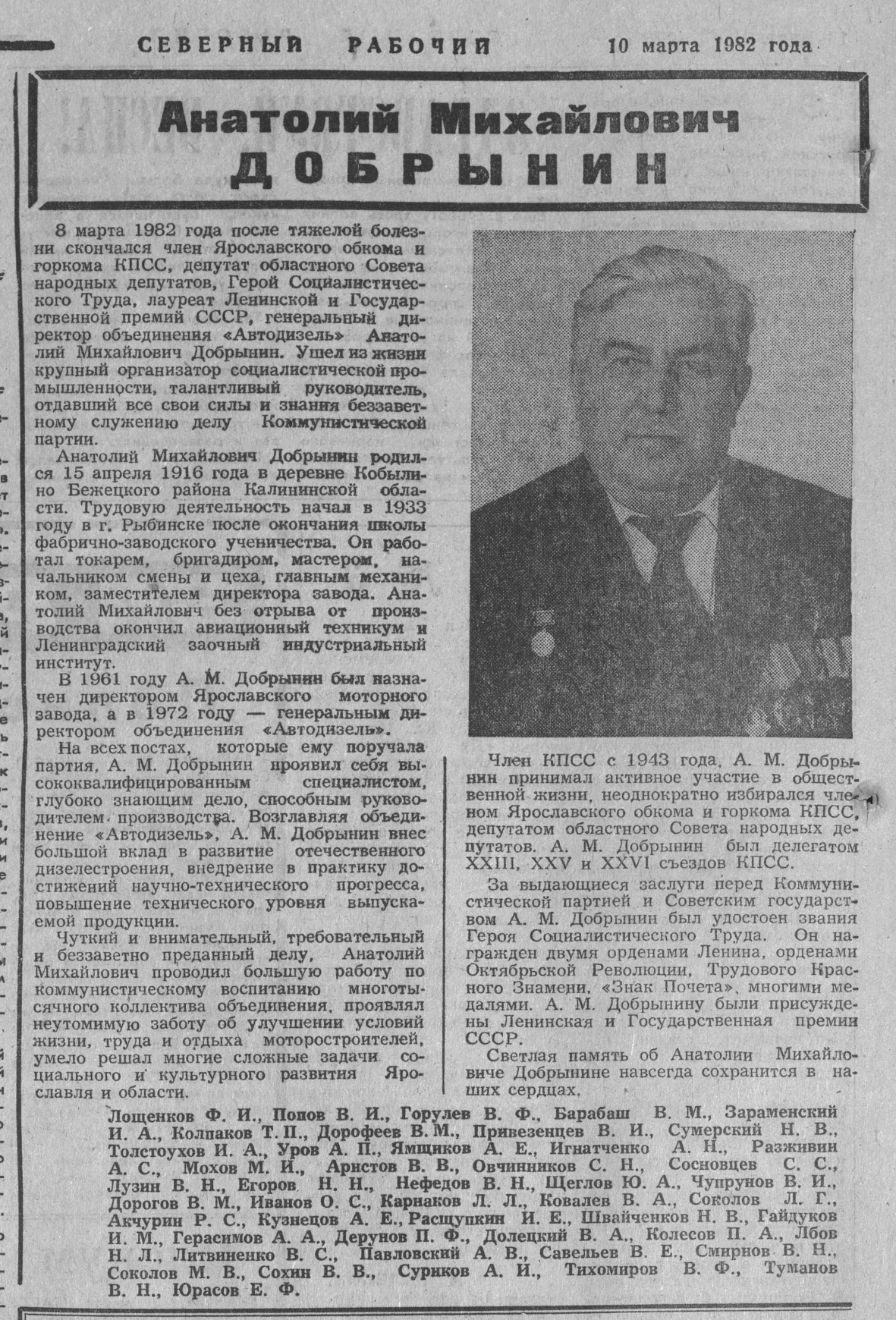
Некролог А. М. Добрынин, Северный рабочий 10 марта 1982 г.

## Награды и память
Герой Социалистического Труда — 1975 год, за достижение высоких показателей в повышении качества и технического уровня продукции (медаль «Серп и Молот» хранил дома, нося точную копию, изготовленную на заводе). Лауреат Ленинской премии 1976 года за создание и освоение в производстве двигателей для тракторов «Кировец» К-700 и К-701; Государственной премии 1972 года за создание унифицированного семейства двигателей многоцелевого назначения, организацию их высокомеханизированного производства, разработку и внедрение системы управления качеством. Был награждён орденами: «Знак Почёта» — 1945 год, Трудового Красного Знамени — 1957 год, Ленина — 1966 и 1974 годы, Октябрьской Революции — 1971 год; медалями: «За доблестный труд в годы Великой Отечественной войны», «За доблестный труд в ознаменование 100-летия со дня рождения В. И. Ленина», «Ветеран труда», «Золотая медаль ВДНХ» — 1970 и 1977 годы, «Серебряная медаль ВДНХ» — 1972 год.
19 марта 1982 года в его честь переименована улица Строителей. Путепровод, соединяющий её с Промышленным шоссе, получил название Добрынинского моста. Имя Добрынина получил Дворец культуры моторостроителей — самый значительный ДК в городе. На доме № 47 на Волжской набережной, где он более 20 лет жил, в 2011 году установлена мемориальная доска.